# Leucandra aspera
Leucandra aspera är en svampdjursart som först beskrevs av Schmidt 1862.  Leucandra aspera ingår i släktet Leucandra och familjen Grantiidae. Inga underarter finns listade i Catalogue of Life.